# Nomingia gobiensis
La nomingia (Nomingia gobiensis) è un dinosauro onnivoro, appartenente agli oviraptorosauri. Visse nel Cretaceo superiore (Maastrichtiano, circa 70 milioni di anni fa) e i suoi resti fossili sono stati ritrovati in Mongolia. È il primo dinosauro di cui si sia scoperto il pigostilo (ossa della coda fuse, come negli uccelli).

## Descrizione
Questo dinosauro è noto attraverso uno scheletro postcranico incompleto, che fa supporre una lunghezza di circa 1,7 metri e un'altezza di circa 90 centimetri per l'animale in vita. La caratteristica più sorprendente di Nomingia era la presenza di un pigostilo, formato dalla fusione delle ultime cinque vertebre della coda, a forma di pugnale, al termine di una coda estremamente corta. Questa, che constava di sole 24 vertebre, era la più corta conosciuta per un dinosauro. Alcune caratteristiche, come i centri vertebrali pneumatizzati e la forma dell'ischio, fanno pensare che questo animale fosse un rappresentante degli oviraptorosauri. Come questi ultimi, Nomingia doveva essere un bipede dal profilo elevato, dotato di un alto cranio privo di denti. È possibile che Nomingia possedesse una sorta di ventaglio di piume nella zona del pigostilo, dal momento che un altro animale simile, Caudipteryx, possedeva tali strutture.

## Classificazione

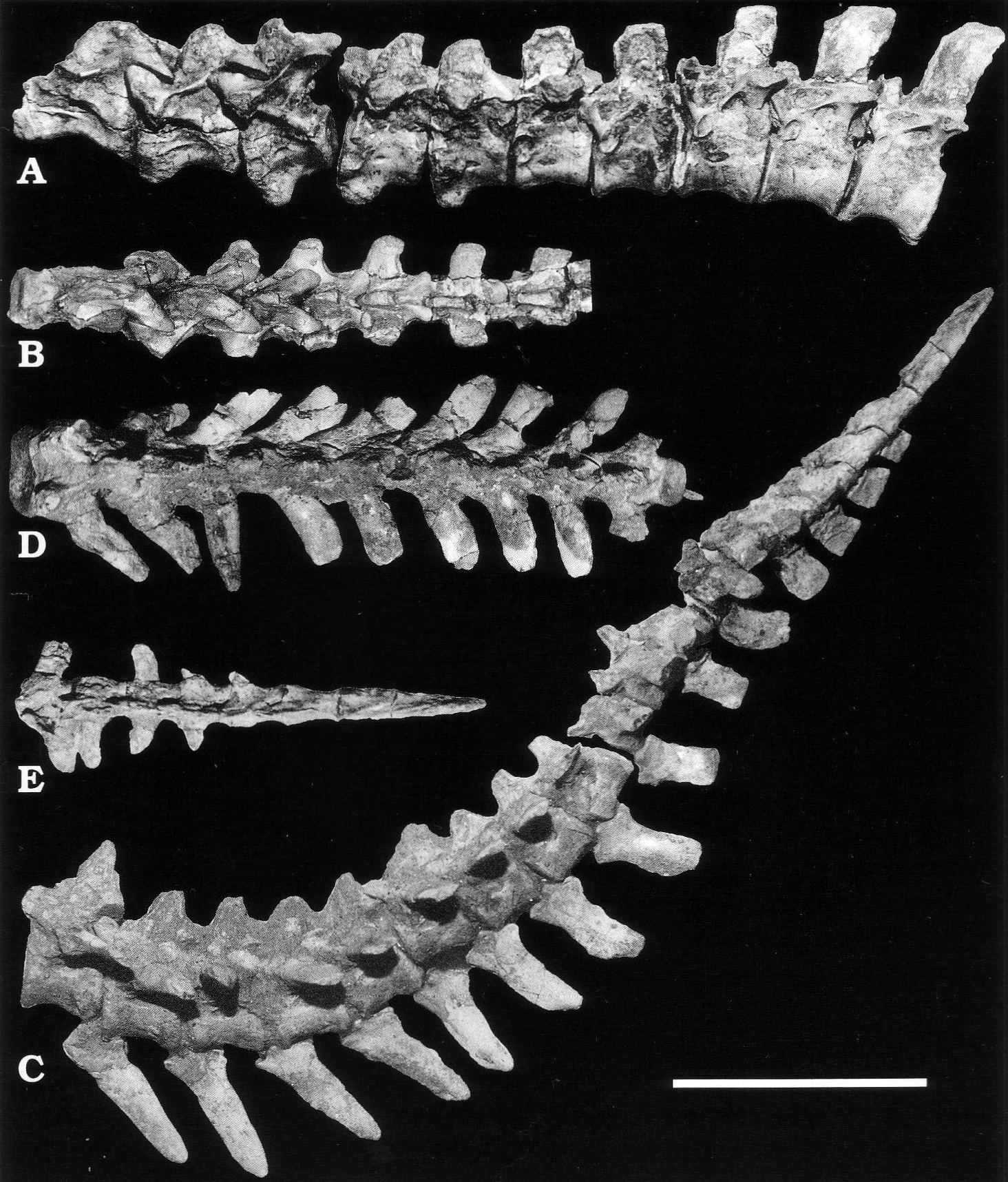
Fossile della coda di Nomingia gobiensis; si notino le ultime vertebre caudali fuse.

La forma dell'ilio e del pube fa ipotizzare che Nomingia non fosse strettamente imparentato con altri oviraptorosauri asiatici come Citipati, ma fosse piuttosto un rappresentante degli elmisauridi, come Chirostenotes. Il nome Nomingia deriva da una parola mongola, nomin, che si riferisce alla lazurite, un minerale abbondante nella zona in cui sono stati ritrovati i fossili.